# Heroku
Heroku – platforma chmurowa stworzona w modelu PaaS (Platform as a Service) obsługująca kilka języków programowania. Heroku jest jedną z pierwszych tego typu platform. Rozwijana była od czerwca 2007, kiedy to udostępniała tylko język Ruby. Aktualnie obsługuje języki Java, JavaScript (Node.js), Scala, Clojure, Python i PHP oraz nieudokumentowany Perl. Podstawowym systemem operacyjnym jest Debian lub bazujący na Debianie Ubuntu.